# Renata Dampc-Jarosz
Renata Dampc-Jarosz (ur. 2 sierpnia 1970) – polska germanistka, literaturoznawczyni, profesor, wykładowczyni Uniwersytetu Śląskiego w Katowicach.

## Życiorys
Renata Dampc-Jarosz w 1999 obroniła na Uniwersytecie Śląskim w Katowicach pracę doktorską w dyscyplinie literaturoznawstwo na podstawie dysertacji Doświadczanie siebie i świata. Twórczość literacka Ingeborg Drewitz (promotorka - Grażyna Barbara Szewczyk). W 2011 habilitowała się tamże w dyscyplinie literaturoznawstwo, przedstawiając dzieło Zwierciadła duszy. Estetyka listów pisarek niemieckich epoki klasyczno-romantycznej. W 2024 r. uzyskała tytuł profesora.
W 1994 rozpoczęła pracę na UŚ. Wykłada w Instytucie Literaturoznawstwa Wydziału Humanistycznego UŚ. Pełniła od 2012 funkcję dyrektorki Instytutu Filologii Germańskiej. Prodziekan do spraw kształcenia i studentów Wydziału Humanistycznego.
Jej zainteresowania badawcze obejmują: literaturę niemiecką XVIII i XIX w. (szczególnie klasyki weimarskiej i romantyzmu), niemieckojęzyczną literaturę kobiet, problematykę gender, zagadnienia teoretycznoliterackie, literaturę niemiecką na Śląsku.